# Шимкусское сельское поселение
Шимку́сское се́льское поселе́ние (чув. Турикас Тушкил ял тӑрӑхӗ) — муниципальное образование в Янтиковском районе Чувашской Республики Российской Федерации.
Административный центр — село Шимкусы.

## История
Статус и границы сельского поселения установлены Законом Чувашской Республики от 24 ноября 2004 года № 37 «Об установлении границ муниципальных образований Чувашской Республики и наделении их статусом городского, сельского поселения, муниципального района и городского округа».

## Население
| 2010  | 2012  | 2013  | 2014  | 2015  | 2016  | 2017  |
| ----- | ----- | ----- | ----- | ----- | ----- | ----- |
| 1673  | ↗1677 | ↘1644 | ↘1631 | ↘1576 | ↘1535 | ↘1501 |
| 2018  | 2019  | 2020  | 2021  |       |       |       |
| ↘1431 | ↘1405 | ↘1346 | ↘1324 |       |       |       |

## Состав сельского поселения
| № | Населённый пункт | Тип населённого пункта       | Население |
| - | ---------------- | ---------------------------- | --------- |
| 1 | Нижарово         | деревня                      | ↗545      |
| 2 | Шимкусы          | село, административный центр | ↗697      |
| 3 | Ямбулатово       | деревня                      | ↗620      |